# Tomasso Benvenuti
Tomasso Benvenuti (Cavarzere, 4 de febrer de 1838 - Roma, 26 de febrer de 1906) fou un compositor italià.
Sobre la vida i l'educació musical de Benvenuti se'n coneix molt poc. Pel que sembla, va ser en gran manera un músic autodidacta, es creu que prenia lliçons de composició amb Antonio Buzzolla a Venècia.
Una obra primerenca va ser Inno a Pio IX, amb cançons de la Comedia de Dante. Als divuit anys va compondre per al Teatre de l'Opera Sociale de Màntua, Valenzia Candiani l'estrena va ser cancel·lat a causa de problemes en l'assaig general. La seva segona òpera Adriana Lecouvreur va ser inclòs en l'any següent amb un èxit moderat en el Teatre alla Canobbiana a Milà.
Benvenuti va ser capaç de posar en escena l'òpera Guglielmo Shakespeare, l'estrena va tenir lloc a Parma. 1861 Stella di Toledo va ser a Gènova (1864), al Teatre de La Scala es va escenificar després de l'estrena al Teatre Carlo Felice; No obstant això, l'òpera Le Aquile sobre una novel·la del compositor francès Jean Baptiste Chélard que s'havia estrenat abans, el resultat va acabar en un desastre.